# ササメケ
『ササメケ』は、ゴツボ×リュウジによる日本のサッカー漫画である。『少年エース』（角川書店）2001年2月号から2004年1月号にかけて連載された。全5巻。本項では続編の『ササナキ』についても併載する。

## 概要
滋賀県の県立高校を舞台に、半ば強引にサッカー部員にされてしまった主人公と個性的な登場人物達の日常と彼らの巻き起こす騒動を描いた脱力系漫画。角川書店の作品紹介文でも「脱力系サッカー風味青春グラフィティ」となっているが、作者のゴツボは「自分達は青春群像劇のつもりで描いており、サッカーは読者にわかりやすいものということで取り入れたに過ぎない」と語っている。また、理不尽かつ無軌道なストーリー展開と、マニア心をくすぐる様な台詞や会話が頻繁に登場することが特徴だが、このことについては「狙っているのではなく、その場のノリで適当にやっている」と語っている。なお、当初は三か月で連載を終了する予定だったが好評を得たことから続行が決定したという。
このほか、登場人物の名前に滋賀県の地名が使われていたり、滋賀県の風物詩やスポット（びわ湖タワーや南郷水産センター）が色濃く織り交ぜられていたり、方言で主人公らのセリフが展開されたりと、地方色を前面に押し出した内容となっている。
単行本のオビにさまざまな漫画家が推薦文を寄せている。
- 1巻：浅田弘幸[3]
- 2巻：羽海野チカ
- 3巻：小畑健
- 4巻：二ノ宮知子
- 5巻：田島昭宇

## あらすじ
主人公の長浜楽市は小学時代からサッカーが上手く、全国でも名を知られるほどだった。両親の都合で中学時代をイタリアで過ごすが、そこでは自分のサッカーが通用せず、挫折を味わう。帰国後、地元の県立竹生島高校に編入学して普通の高校生活を送ろうとする楽市だったが、本人の意思はそっちのけで、イタリア帰りという経歴を買われてサッカー部に入部させられる。性格に難があるエースとその他大勢の選手に囲まれながら、楽市は県大会に進んでいく。

## 登場人物

### 竹生島高校

#### サッカー部
長浜楽市（ながはま らくいち）
1年。ポジションはフォワード。背番号 16。
イタリア帰りの期待の星だが、イタリア時代に上手くいかず、「期待を裏切るのが嫌」という理由でサッカー部に参加するのを渋っていた。単純で短気で自分勝手な性格だが、努力家で面倒見の良い一面もある。小学生の頃に成長が早過ぎた故に身長166cmと小柄な体格ながら、身体能力やサッカーの才能は平均以上で、1歩目からトップスピードに乗れる優れた瞬発力を持つが、性格の悪さからチームプレイが苦手で、試合では力みすぎるあまり見せ場がなく、また飛び抜けた才能と個性を放つまつりや米原や桃山に囲まれて、主人公ながらイマイチ目立てない。いなえが好き。
安土桃山（あづち とうざん）
2年。ポジションはミッドフィールダー。背番号 10。
サッカー部エースで生徒会長。サボりがちなまつりに代わって実質的なキャプテンを務める。ルックス・身長・学業・運動神経・人望・家柄すべてにおいて優れ、「ミスターパーフェクト」と呼ばれる。そのため、年齢のわりに冷めた性格をしている。まつりや米原のように超人的なプレーをする訳ではないが、フィジカルが強く、冷静な判断力の持ち主である。家は多数の企業を経営する寺院で、桃山自身もいくつか会社を経営している。
河瀬稲枝（かわせ いなえ）
1年。楽市の幼馴染みでサッカー部のマネージャー。桃山のストーカーで、話が進むごとにその度合いと潜入スキルがひどくなる。桃山以外にも米原や草津左の美形メンバーにも惚れやすく、かなりの美形好き。何気なくまつりにキスを奪われたことがあるが、まつりも守備範囲なためか余り気にしていない模様。楽市には「選手として」期待している。『ササナキ』では海外留学した桃山を追って単身渡米し、パパラッチのバイトをしていた（1巻カバー裏）。写真で小さな賞を取り、桃山の卒業後は、彼を追わず竹生島高校に戻って写真部に入る。
曳山まつり（ひきやま まつり）
3年。サッカー部キャプテン。ポジションはミッドフィールダー。背番号 11
大の食玩・ガチャガチャ好きで、奔放な行動が目立つ変人だが、サッカーに関しては天才。彼のワンプレイで試合の流れを変える程の影響力を持ち、その技量レベルはワールドクラスでも通用する。しかし熱しやすく冷めやすい性格で、ほとんど部活動には参加していなかった。そんな彼が突然全国制覇を目指すと宣言したことから物語が動き始める。竹生島高校ガチャガチャ部・探偵部・陰陽部・科学部・阿羅漢部・忍術部の主将（いずれも自称）。
奥びわ子（おく びわこ）
楽市のいとこ。竹生島高校の数学科教員でサッカー部監督だが、監督としての自覚はまったく無い。楽市を強引に入部させた。よくハリセンを持っているが、ツッコミ担当というわけではない。暴走族「死腐無頭死（デスフナズシ）」の元総長。生徒の憧れになるほどの美人だが、粗暴な性格からなかなか結婚できないでいた（『ササナキ』で結婚）。
米原乗継（まいばら のりつぐ）
2年。ポジションはディフェンダー。背番号 4。
敵からボールを奪うと驚異的な精度のキックで前線のプレイヤーに送り込む。そのテクニックはまつりに匹敵するが、病気がちな父親の仕事を手伝うため部活どころか学校にもほとんど来ていない。桃山と並ぶ美形で、試合に参戦するなり女子ファンが出来たが、極度の方向オンチな上にド変態で、暇さえあれば官能小説を読みふける。
瀬田信楽（せた しんがく）
2年。背番号 8。比較的常識人であるため、真のキャプテンと呼ばれている。ビルマニア。
アントニオ・カルロス・トシキ・多賀（アントニオ・カルロス・トシキ・たが）
2年。ポジションはディフェンダー。背番号 5。
通称アントン、アフロのブラジル系日本人。五つ子の末っ子で、兄は全員美形なうえ草津左の優秀な助っ人選手。技術は並みだがフィジカルが強い。単行本の書き下ろし漫画で衝撃の事実が発覚する。
八日市一（ようかいち はじめ）
1年。背番号 6。
平均以下の実力だが、なぜかスタメン入りしている。故に他のメンバーからは何らの期待もされていない。損な役回りばかりの不幸な少年だが、そのおかげ（せい?）で打たれ強さは天下一品。開業医の息子。舞子に惚れている。
安土城（あづち ぐすく）
桃山の兄。サッカーの知識・観察眼は優れているが、技術はない。サッカー部のコーチだが、常にベンチで一緒にいるびわ子やいなえにもまったく覚えてもらえない。以下高校戦で空回りしてしまった楽市にアドバイスをしてから、楽市に師匠と慕われている。関西人だが関西弁を話さない。よく作中の解説役を務める。登場するたびにヘタレな性格になっていく。
犬上群（いぬがみ ぐん）
2年。背番号 3。
予選決勝の草津左戦で奇跡の先制点を挙げるが、まつり以外誰もその存在を知らなかった謎のスタメン。通称GUNBOY（グンボーイ）。謎の病を患っていて、試合では30秒しか活躍できない。
高月ミネヲ（たかつき みねを）
2年。ポジションは基本的にはFW。背番号 9。
FWだが米原やまつりの絶妙パスをことごとく見逃す。瀬田、八日市と仲がいい。
三島池男（みしま いけお）
1年。背番号 15。
やる気はあって練習にはよく来ている。
大津港（おおつ こう）
1年。ポジションはゴールキーパー。
柔道部員だが、八日市に誘われてGKをやることに。プレイは平凡だがウイイレはとても強い。
浅井長政&一茶（あさい ながまさ & いっさ）
長政が兄で2年、一茶は1年。2人ともDF。背番号 2＆14。特に目立ったプレイは無し。
篠原（しのはら）
2年。背番号 7。下の名前すらない。空振り王。
朽木（くつき）
1年。背番号 13。ちゃんとした顔の設定がなく、「つるニハ○○ムし」のような顔で描かれる。

#### 学校関係者
近江舞子（おうみ まいこ）
2年。自称新聞部。ハーフで美人のうえ、詩集が10万部売れる現役女子高生詩人かつ異常な身体能力の持ち主ということでファンが多い。奇怪な行動が目立ち、まつりと双璧をなす変人。安土家と関わりがある。性格は傍若無人かつ好戦的で桃山などに良く絡む。母親も超人で意外にも親子の情が深い。好物は奈良大和茶牛乳。
日野須三礼（ひの すみれ）
2年。眼鏡の図書委員。楽市やいなえとは小学時代からの知り合い。頭がよく、桃山の会社の手伝いをしたりもする謎めいた人物。腹黒。
日夏みゆき（ひなつ みゆき）
1年。八日市の幼馴染兼彼女で、八日市のことを「はじめちゃん」と呼ぶ。常識人。『ササナキ』ではいなえの代わりにマネージャーになる。
土山（つちやま）
柔道部主将。身長2m、体重100kgの巨漢。舞子に惚れている。米原の幼馴染で、あだ名は「ツッチー」。
安土大君（あづち だいくん）
桃山の父親。武器商人だった過去を持つ会社社長。
愛知川野州彦（えちがわ のすひこ）
大君の部下で、安土家のお抱え運転手。
近江 カトリーヌ・ヴィアンスカ（おうみ カトリーヌ・ヴィアンスカ）
舞子の母親。某国の外人部隊出身で、卓越した戦闘能力を持つ。大君とは過去に縁がある模様。
栗東市（くり といち）
校長。草津左高校の校長とは幼馴染兼ライバル。まつりをオモチャで買収する。

### 草津左高校
練習試合（2軍）と決勝戦の対戦相手。県内高校サッカーの名門で、結果を出せない監督はすぐに解任されてしまう。
伊吹直道（いぶき もこみち）
草津左の1年レギュラー。背番号 7。小学時代から楽市を一方的にライバル視していて、楽市とは似た者同士。小学生時代は小柄だったことから楽市に「チビ」と言われていたが、現在は身長175cmと楽市より背が高い。楽市に対抗しうるスピードと身体能力を持つ。
秦荘正二（はたしょう しょうじ）
2年。草津左のエース。背番号 10。パス・シュートといったキックを得意とし、相手の攻撃の目を潰すのも上手いゲームメーカー。プロからも誘いがかかっている。美形で女子人気も高い。女好き。
竜王皇次郎（りゅうおう おうじろう）
高校生とは思えない巨漢。背番号 9。秦荘とは「ショーちゃん」「オーちゃん」と呼び合う仲。話す時にちょっとどもってしまう。
豊郷（とよごう）　
サッカー部キャプテン。背番号 5。なぜかおかっぱ頭。
アントニオ・多賀四兄弟
2年。長男「アントニオ・ジェリー・フジオ・多賀」次男「アントニオ・ジェームズ・ミキ・多賀」三男「アントニオ・カルメン・マキ・多賀」キーパーで四男の「アントニオ・マギー・シロー・多賀」の4人。アントンの五つ子の兄で全員が美系。アントンと違いサッカーのセンスは良いが、個人技に走りがちでチームのバランスを崩すこともある。背番号 31〜34。

### 愛知県代表校
全国大会へ出場した竹生島高校が順当なら2回戦で対戦するはずだった優勝候補の高校。学校名は不明。
愛知県代表校のエース
氏名は不明。同校のエースでありU-17日本代表でも10番を背負う有名人。
イタリアーノ・ロッシ
イタリア出身の選手。楽市とは因縁があり互いに反目しあっている。祖母が名古屋の出身。

### その他の高校
米利高校サッカー部
最初の対戦相手。弱小チーム。
以下高校サッカー部
2回戦の対戦相手。不良高校でタチの悪いラフプレイが目立つが、監督はびわ子よりまともな人柄で部員から慕われている。
虎髭高校サッカー部
3回戦の対戦相手。進学校で個々の技術に突出したものは無いが、チームワークの良いさわやかチーム。中心選手は坂田と田村だが、田村は病の床に伏せている。
守山下高校サッカー部
準決勝の対戦相手。かなりの実力校。主将は熱血漢な貴生川一郎（きぶかわ いちろう）で、ヤンキーになった双子の弟がいる。

## ササナキ
『ササメケ』の続編。『少年エース』（角川書店）2004年4月号から2006年5月号にかけて連載された。全4巻。時間的には『ササメケ』の終了直後から始まる。前作『ササメケ』から主人公が交代し、序盤は忍者の少年と生徒会長の座を狙う少女による学園忍者漫画として描かれたが、中盤に入るとサッカー部の活動が再開されたこともあり前作同様の脱力系サッカー風味漫画へと方向転換した。
この作品も単行本のオビに様々な漫画家が推薦文を寄せている。
- 1巻：沙村広明
- 2巻：吉田健一
- 3巻：小田扉
- 4巻：柴田ヨクサル

### あらすじ
サッカー部は不祥事により無期限活動停止となっていた。桃山はアメリカに留学へ行ってしまい、いなえも桃山を追って渡米し、竹生島高校の実権は舞子が掌握、楽市らは新聞部の走狗になっていた。やがて生徒会会長選挙が行われるが、有力候補舞子を抑えて、一年の曳山茉莉花が会長に就任する。茉莉花の鶴の一声でサッカー部は復活し、新メンバーも加わり、草津左高校と練習試合をすることになった。

### ササナキからの登場人物

#### 竹生島高校
曳山茉莉花（ひきやま まつりか）
まつりの妹。1年生ながら生徒会長。サッカー部を復活させ、監督兼選手を務める。兄同様の優れたサッカー能力を持つ美少女であるが、性格も兄と似ているためちょっと残念。名前の茉莉花は英語で言うとジャスミン。
甲賀忍（こうが しのぶ）
安土家のお庭番を務める忍者。サッカーに関しては素人だが、忍者修行の身なため身体能力が高く、成長が早い。少し天然なところがあり、茉莉花らに良いように振り回されるかわいそうな子。
笹路煙巻（そそろ けむまき）
忍と幼馴染の忍者で、ライバル視している。身体能力は高いが、試合中に幾度となくハンドを繰り返すためゴールキーパーとなる。女子に対する免疫がなく、茉莉花やみゆきと話す時も目を合わせられない。
浜由美（はま よしよし）
前年度の竹生島高校の活躍を見て入学したが、サッカー部が活動停止状態になったため行き場を失っていた。中学サッカーでMVPを受賞した実力者。そのポテンシャルはまつりに匹敵する。桃山に対する忠誠心が高く、忍をライバル視する。背番号 7。

#### 草津左下高校
県大会での対戦相手。安土城が監督を務め、優秀な選手を数多く揃える。
曳山リツヲ（ひきやま りつを）
茉莉花の弟。茉莉花とは同学年であるが、双子ではなく年子の関係。ロン毛天パ。
八目在士（はちめ ざいじ）
忍や煙巻と幼馴染の忍者。サッカー部員。
長束菖蒲（ながつか あやめ）
忍や煙巻と幼馴染の忍者。サッカー部のマネージャー。

## 書誌情報
- ゴツボ×リュウジ 『ササメケ』 角川書店〈角川コミックス・エース〉、全5巻

1. 第1巻  2002年6月発売 ISBN 978-4047135000
2. 第2巻  2002年9月発売 ISBN 978-4047135109
3. 第3巻  2003年4月発売 ISBN 978-4047135437
4. 第4巻  2003年10月発売 ISBN 978-4047135758
5. 第5巻  2004年3月発売 ISBN 978-4047136144

- ゴツボ×リュウジ 『ササナキ』 角川書店〈角川コミックス・エース〉、全4巻

1. 第1巻  2004年10月29日発売 ISBN 978-4047136731
2. 第2巻  2005年6月25日発売 ISBN 978-4047137295
3. 第3巻  2006年1月26日発売 ISBN 978-4047137820
4. 第4巻  2006年6月23日発売 ISBN 978-4047138322